# Tour de Gironda
El Tour de Gironda (en francès Tour de Gironde) és una competició ciclista per etapes que es disputa anualment al departament de la Gironda.
La cursa es creà el 1975 amb el nom de Tour de Gironde-Sud, sent una prova reservada a ciclistes amateurs. A partir de 2005 i fins al 2017 la cursa s'obrí al professionals i aquell mateix any la cursa s'integrà a l'UCI Europa Tour. A partir del 2018 la cursa quedà limitada a ciclistes d'edat júnio (menors de 18 anys) i forma part del calendari internacional de la categoria 2.1MJ

## Palmarès
| Any                    | Vencedor              | Segon                | Tercer             |
| ---------------------- | --------------------- | -------------------- | ------------------ |
| Tour de Gironda-Sud    |                       |                      |                    |
| 1975                   | Michel Fedrigo        | Daniel Barjolin      | Patrick De Santi   |
| 1976                   | Patrick Audeguil      | Jean Mella           | Lucien Georgelin   |
| 1977                   | Daniel Barjolin       | René Bajan           | Lopez              |
| 1978                   | Christian Jourdan     | Hugues Grondin       | René Bajan         |
| 1979                   | Francis Castaing      | Hugues Grondin       | René Bajan         |
| 1980                   | Jean-Jacques Rebière  | Jean-Luc Bouligant   | Félix Urbain       |
| Tour de Gironda        |                       |                      |                    |
| 1981                   | Bruno De Santi        | Jean-Marc Prioleau   | Édouard Lajo       |
| 1982                   | Philippe Lauraire     | Patrick Audeguil     | Patrick Laugier    |
| 1983                   | Gérard Mercadie       | René Bajan           | Bruno De Santi     |
| 1984                   | Daniel Amardeilh      | Dominique Landreau   | Jacky Bobin        |
| 1985                   | Thierry Lavergne      | Henri Abadie         | Philippe Avezou    |
| 1986                   | Sylvain Le Goff       | Patrick Jeremie      | Dutrouilh          |
| 1987                   | Jean-François Morio   | Didier Champion      | Daniel Pandele     |
| 1988                   | Hervé Gourmelon       | Michel Dubreuil      | Marc Guenegou      |
| 1989                   | Gilles Dubois         | Marc Peronnin        | Dominique Chignoli |
| 1990                   | Stéphane Dief         | Gilles Chauvin       | Fabrice Marchais   |
| 1991                   | Jean-François Anti    | Bruno Bannes         | Thierry Ferrer     |
| 1992                   | Laurent Desbiens      | Gilles Dubois        | Pascal Basset      |
| 1993                   | Hristo Zaikov         | Jean-Christophe Bloy | Gilles Dubois      |
| 1994                   | Denis Leproux         | Camille Coualan      | Fabrice Blevin     |
| 1995                   | Anthony Langella      | Fabrice Blevin       | Stéphane Conan     |
| 1996                   | Franck Morelle        | Éric Frutoso         | Hristo Zaikov      |
| 1997                   | Jean-Philippe Duracka | Tony Jousset         | Marc Feipeler      |
| 1998                   | Martial Locatelli     | Lionel Guest         | Stéphane Roger     |
| 1999                   | László Bodrogi        | Noan Lelarge         | Martial Locatelli  |
| 2000                   | Pascal Peyramaure     | Anthony Rokia        | Stéphane Pétilleau |
| 2001                   | Gilles Canouet        | Christophe Laurent   | Damon Kluck        |
| 2002                   | Mickaël Buffaz        | Lloyd Mondory        | Ivan Terenin       |
| 2003                   | Alexandre Urbain      | Sébastien Duret      | Laurent D'Olivier  |
| 2004                   | Vincent Joffre        | Jean Mespoulède      | Mickaël Martin     |
| 2005                   | Charles Guilbert      | Mathieu Perget       | Evgeny Sokolov     |
| 2006                   | Jérôme Bonnace        | Peter van Agtmaal    | Nicolas Reynaud    |
| 2007                   | Jonathan Thiré        | Fabrice Jeandesboz   | Vincent Ragot      |
| 2008                   | Julien Guay           | Romain Hardy         | Franck Charrier    |
| 2009                   | Stéphane Rossetto     | Alexandre Geniez     | Jean Mespoulède    |
| 2010                   | Julien Belgy          | Anton Samokhvalov    | Anthony Vignes     |
| 2011                   | Julien Foisnet        | Fabien Schmidt       | Fabien Patanchon   |
| 2012                   | Nick van der Lijke    | Daan Olivier         | Fabien Fraissignes |
| 2013                   | Jon Larrinaga         | Matthias Allegaert   | Nick van der Lijke |
| 2014                   | Remco te Brake        | David Menut          | Jonas Rickaert     |
| 2015                   | Stéphane Poulhies     | Marcel Meisen        | Robin Stenuit      |
| 2016                   | Amund Grondahl        | Matthias Le Turnier  | Krister Hagen      |
| 2017                   | Pablo Torres          | Flavien Maurelet     | Mathieu Burgaudeau |
| Tour de Gironda júnior |                       |                      |                    |
| 2018                   | Valentin Retailleau   | Tom Mainguenaud      | Lucas Grolier      |
| 2019                   | Carlos Rodríguez      | Tim Torn Teutenberg  | Benjamin Marais    |
| 2020-2021              | no disputat           | no disputat          | no disputat        |
| 2022                   | Joshua Tarling        | Enzo Briand          | Zachary Walker     |
| 2023                   | Sente Sentjens        | Jacob Bush           | Tomos Pattinson    |